# Eemnesserweg 98 (Baarn)
Het landhuis Eemnesserweg 98 is een gemeentelijk monument aan Eemnesserweg in Baarn in de provincie Utrecht.
De met riet gedekte villa is in 1929 gebouwd onder toezicht van architect G. van Bronkhorst voor mevrouw B.A. Wolff-de Casparis. De voorgevel is symmetrisch ingedeeld. Aan de zijgevels zitten meerdere serres en uitbouwen.